# Гоор (Дагестан)
Гоо́р (авар. Гьоор)— село, административный центр Гоорского сельсовета в Шамильском районе Дагестана.

## Географическое положение
Расположено в 2 км к юго-востоку от районного центра села Хебда.

## Население
| 1869 | 1888 | 1895 | 1926 | 1939  | 1970  | 1989 |
| ---- | ---- | ---- | ---- | ----- | ----- | ---- |
| 672  | ↗937 | ↘896 | ↘813 | ↗1109 | ↘1006 | ↘778 |
| 2002 | 2010 | 2021 |      |       |       |      |
| ↘714 | ↗812 | ↘707 |      |       |       |      |

## Социальная инфраструктура
В Гооре имеются школа, медицинский пункт, мечеть, библиотека, 4 магазина и пекарня.

## Достопримечательности

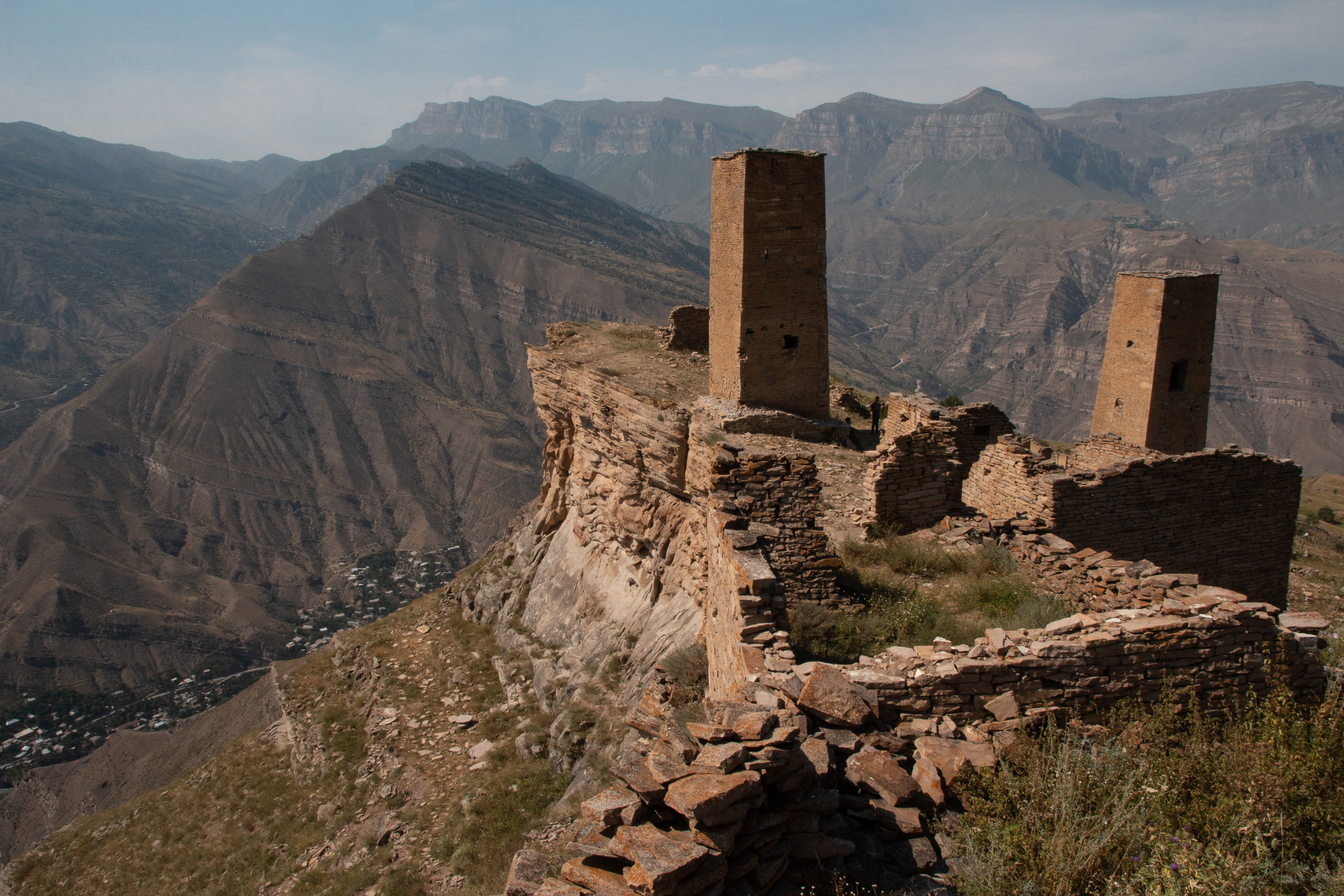
Башни в Гооре

Старинные оборонительные башни гоорцев, из-за которых Гоор называют «Страной башен».